# 熊野那智神社 (名取市)
熊野那智神社（くまのなちじんじゃ）は、宮城県名取市にある神社である。名取熊野三社のうちの一社。

## 祭神
主祭神は羽黒飛龍神・伊弉冉尊で、相殿に黄泉事解男命・国常立尊・伊弉諾尊・天照皇大神を配祀する。

## 歴史
伝説によると、養老3年（719年）閖上浜の漁師が海底から御神体を引き上げたところ、その光の輝きの止まる所が高舘山であったことから、そこに宮社を建て羽黒飛龍神として祀ったという。一方「閖上」の地名の由来として、貞観13年（871年）に霊験あらたかな十一面観音像が波に揺り上げられているのを漁師が見つけ、それが現在高舘山の那智神社に那智観音像として安置されている、という話も伝わっている。
その後、名取老女の熊野三神勧請にあたり、那智の分霊を当社に合祀し熊野那智神社と改称した。
近世は伊達家の厚い崇敬を受けて、社殿の造営や社地の寄進などを受けた。
明治元年（1868年）の太政官布による神仏分離令を受け、社殿に奉納されていた御正体である懸仏などが関係者によって密かに埋められたが、明治31年（1898年）7月の拝殿移築の際床下から再発見された。このうち、懸仏・銅鏡41点が国の重要文化財、懸仏・銅鏡114点が宮城県指定有形文化財となっている。
かつては御神体が揺り上がった場所である閖上浜までの浜降り神事が行われ、正月には「カラスゴ（牛王宝印）」を氏子に配布していた。

牛王宝印は平成24年(2012年)夏頃より社務所にて参拝客に配布されるようになっている。図柄は熊野速玉大社のものと同様。

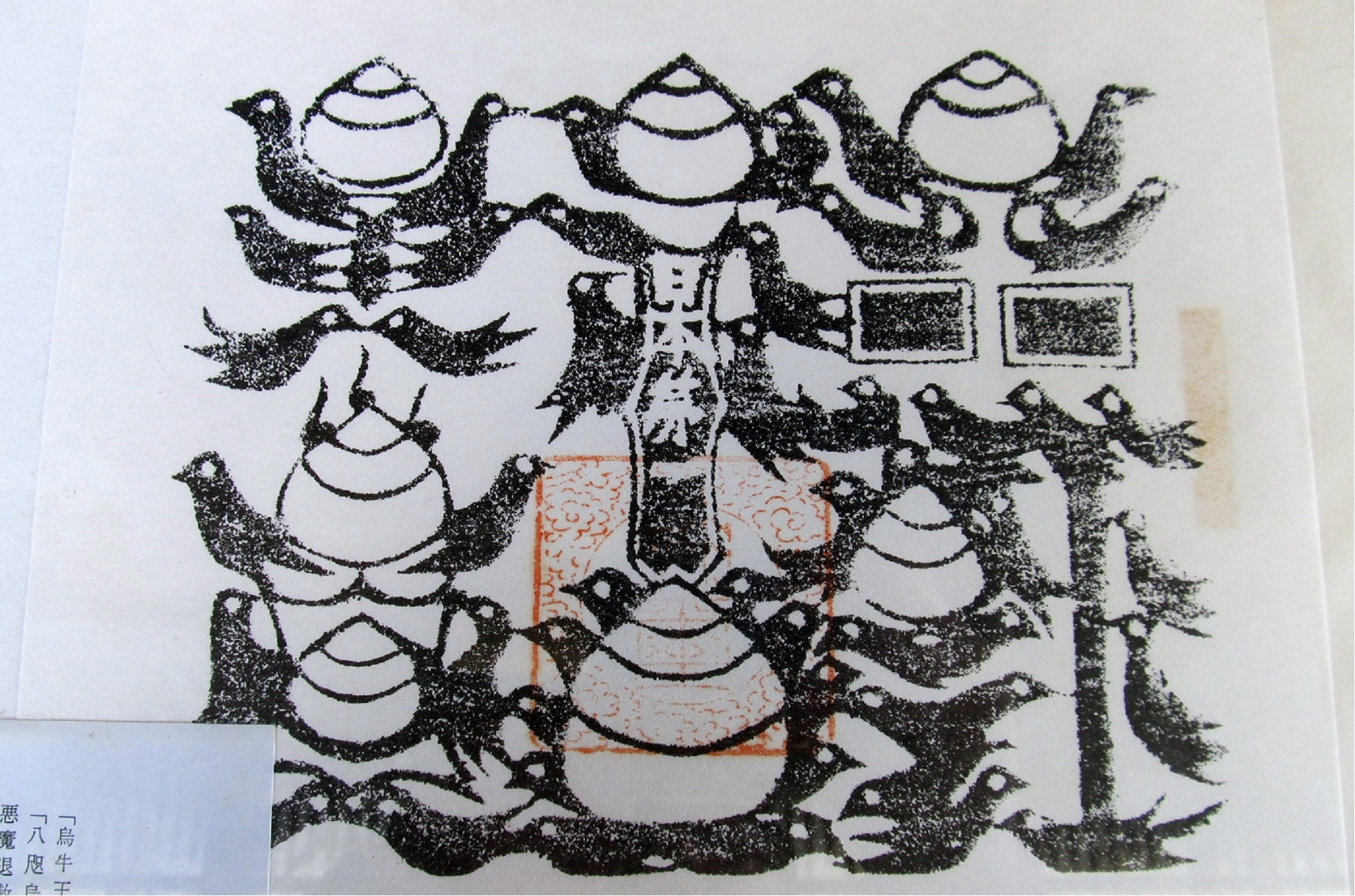
熊野那智神社の烏牛王神璽(カラスゴ)

熊野那智神社の主祭神である伊弉冉尊と相殿神の伊弉諾尊の二柱は、天地万物の化生の力である「結び(産霊)の力」を司る夫婦神である。そのため、熊野那智神社は『結びの社』として様々な縁結びに御利益がある神社だとして近年信仰を集めている。

## 境内
境内に鳥居は存在せず、鐘堂が境内にあるなど、神仏習合の影響が色濃く残る。表参道の石段を登り切った所には神門が存在する。
境内には高さ32m、幹の周囲5.2m、樹齢800年以上の杉の神木「山一」が存在する。この巨木は名取市街からも視認できるほどのものであり、神社の目印となっている。その他に、神門のそばには高野槇の大木がある。境内の看板によると、高野槙は熊野信仰や高野山・金剛峰寺信仰と関係が深い樹木とされていることから熊野那智神社へ植えられたという。

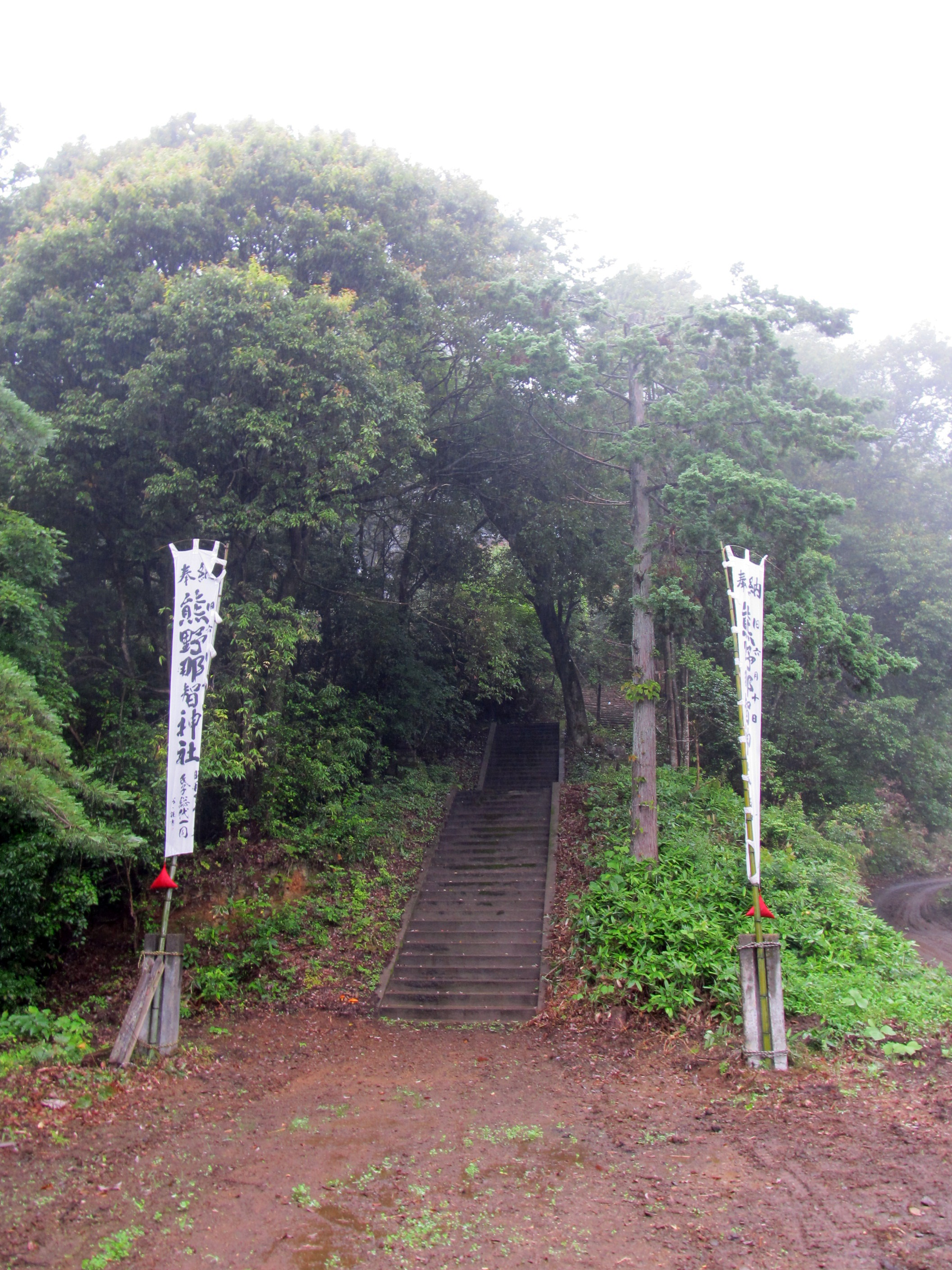
熊野那智神社参道
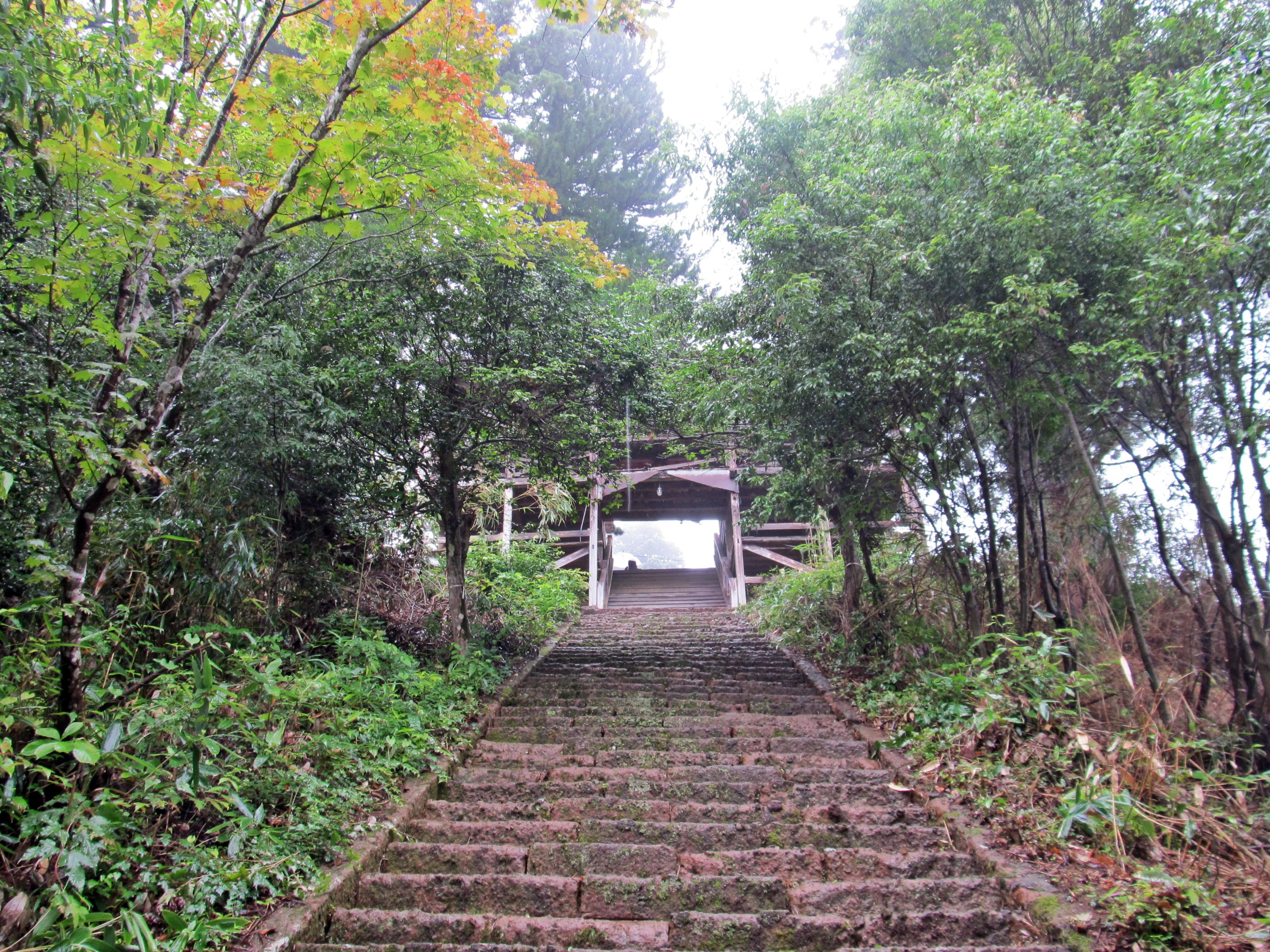
表参道石段 石段の先には神門がある
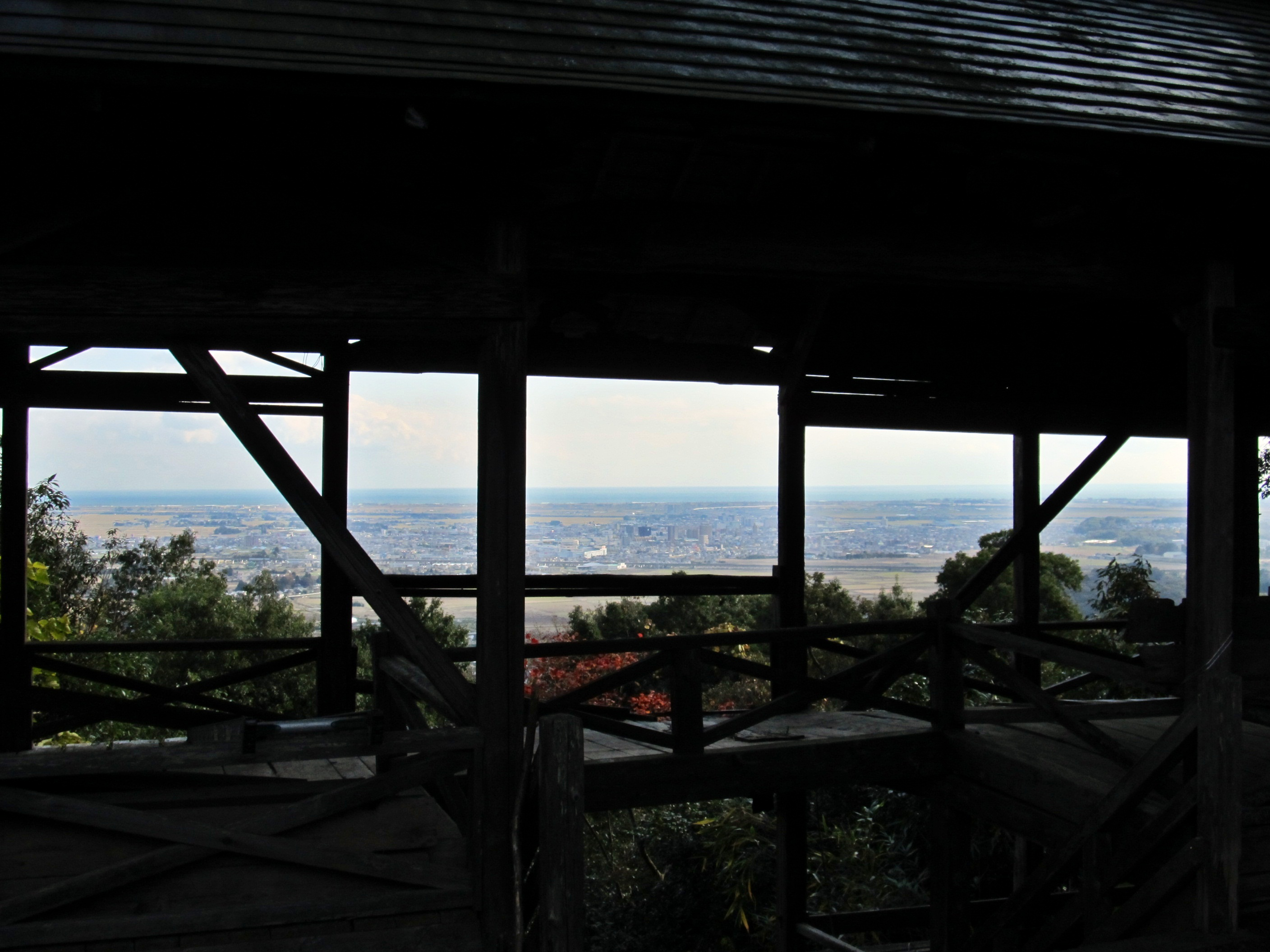
神門からの眺め
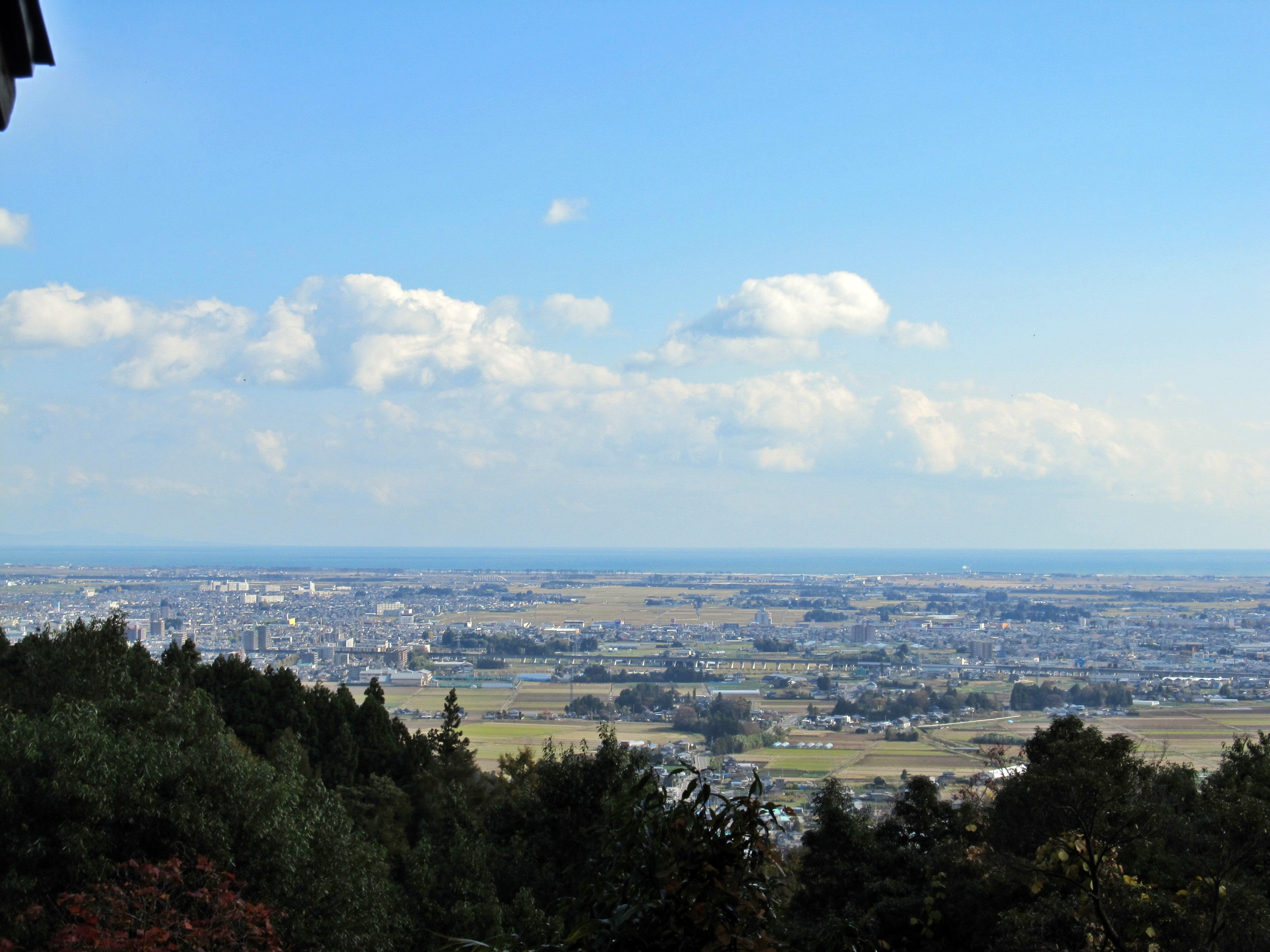
神門からの眺め 写真左側が若林区荒浜地区、中央は閖上地区、右側に仙台空港がある。海岸線の下に見える黒いラインが仙台東部道路である
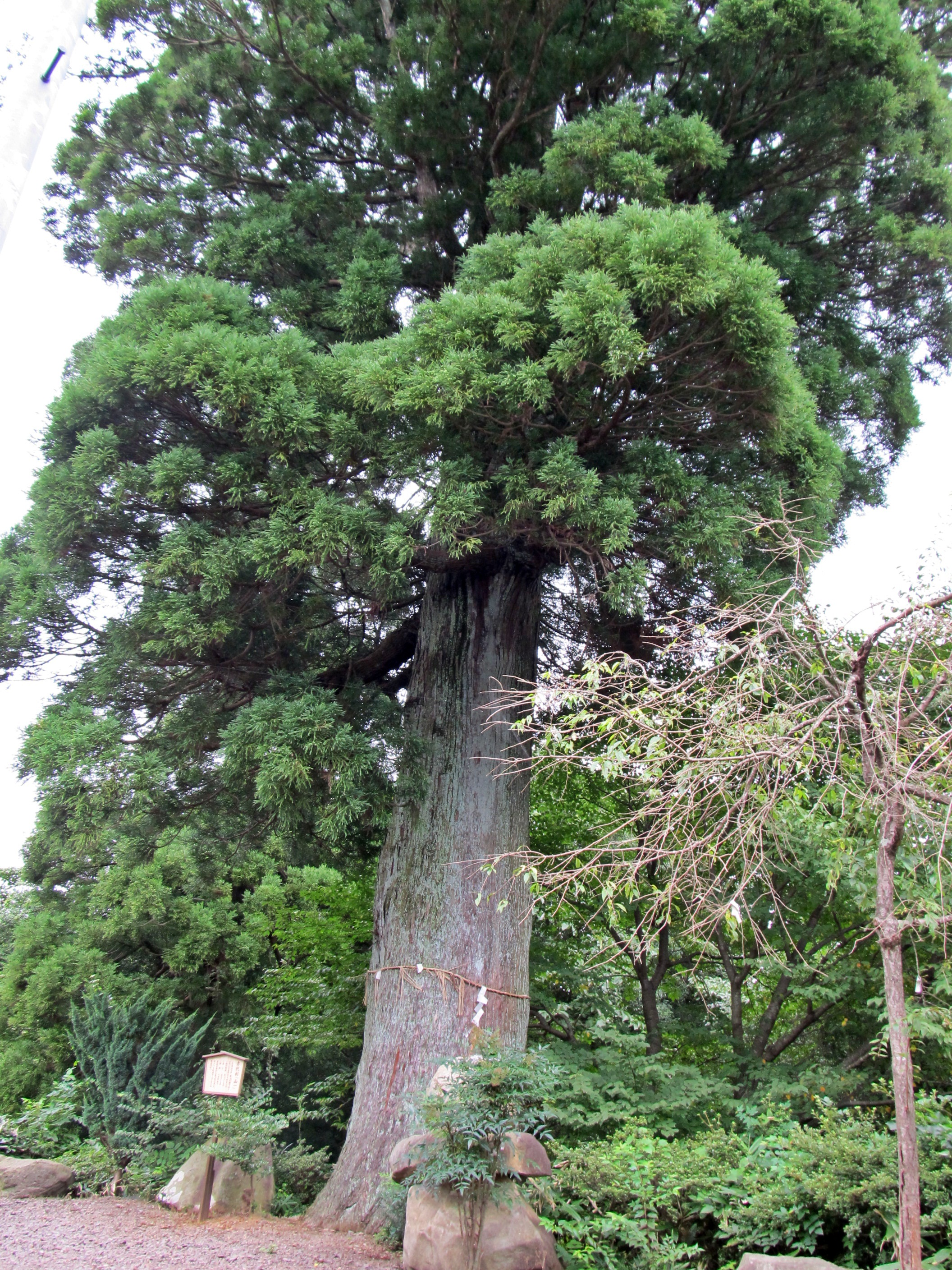
熊野那智神社の御神木「山一」
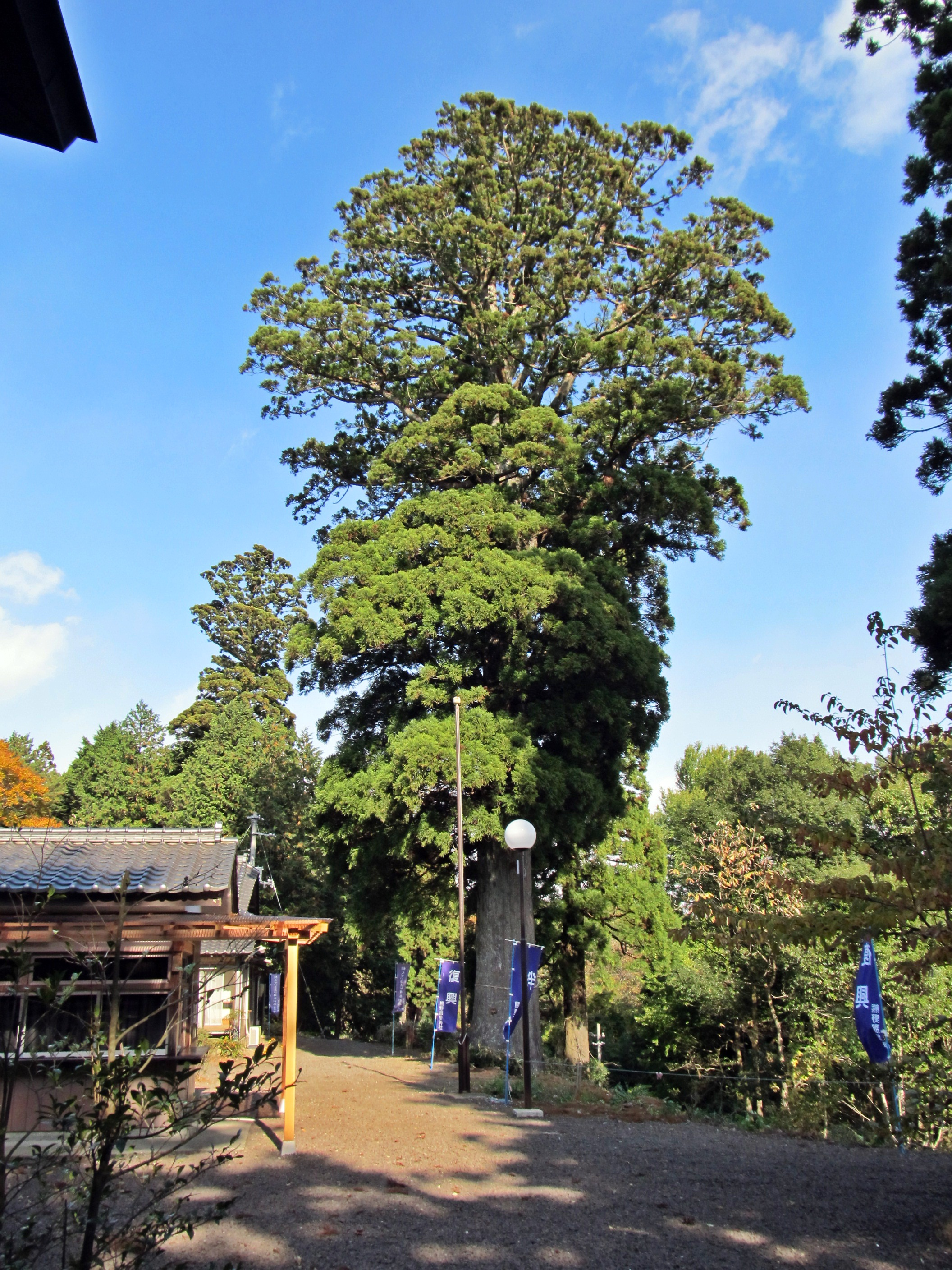
「山一」
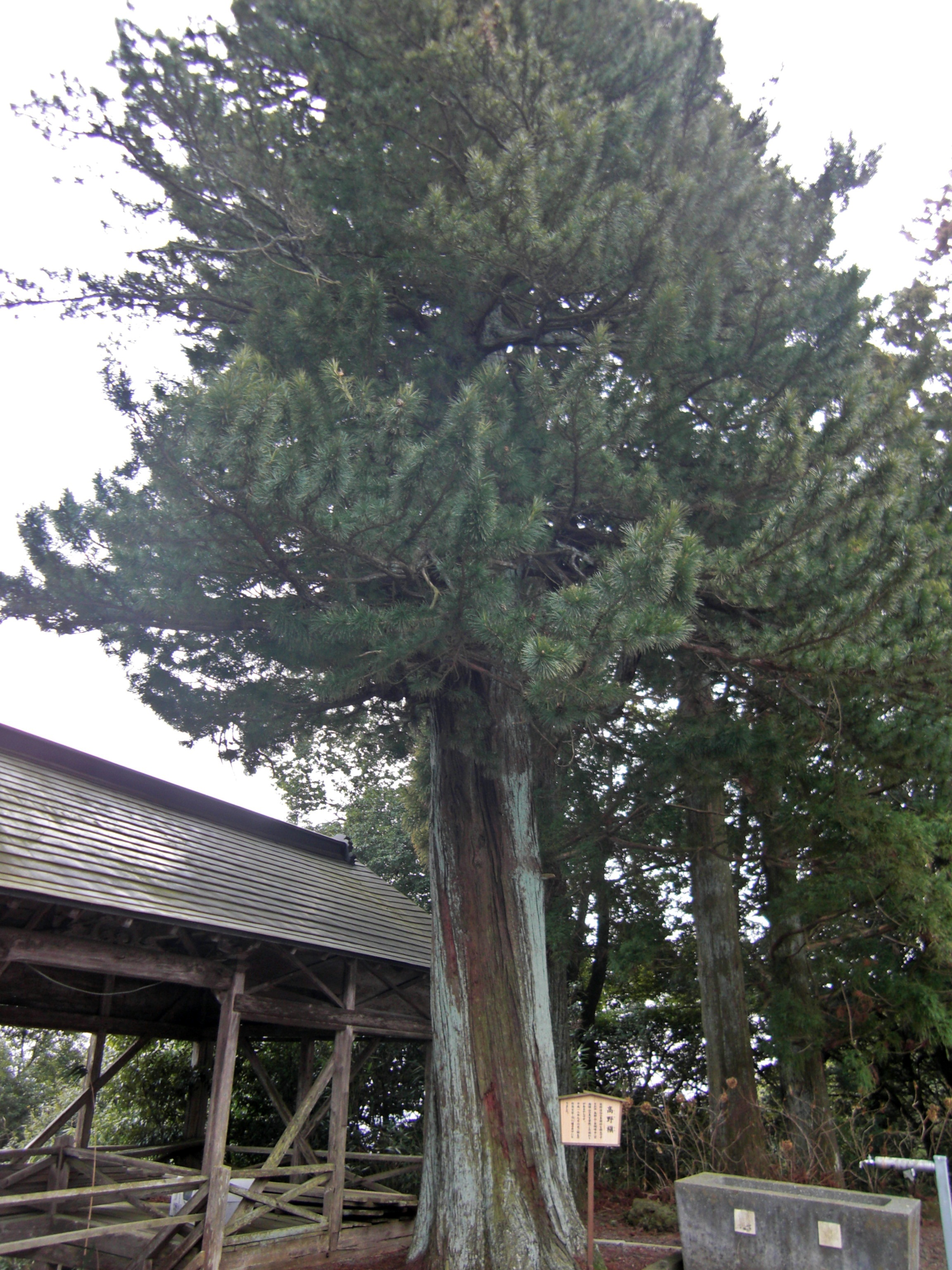
高野槇の大木

神門の先には熊野那智神社の社殿、社務所兼宮司宅がある。拝殿は入母屋造であり、春日造の御本殿の後ろには、羽黒飛龍神を高舘山へ遷座した漁師である治兵衛と、名取の地に熊野三社を勧請した名取老女を祀る石祠が置かれている。

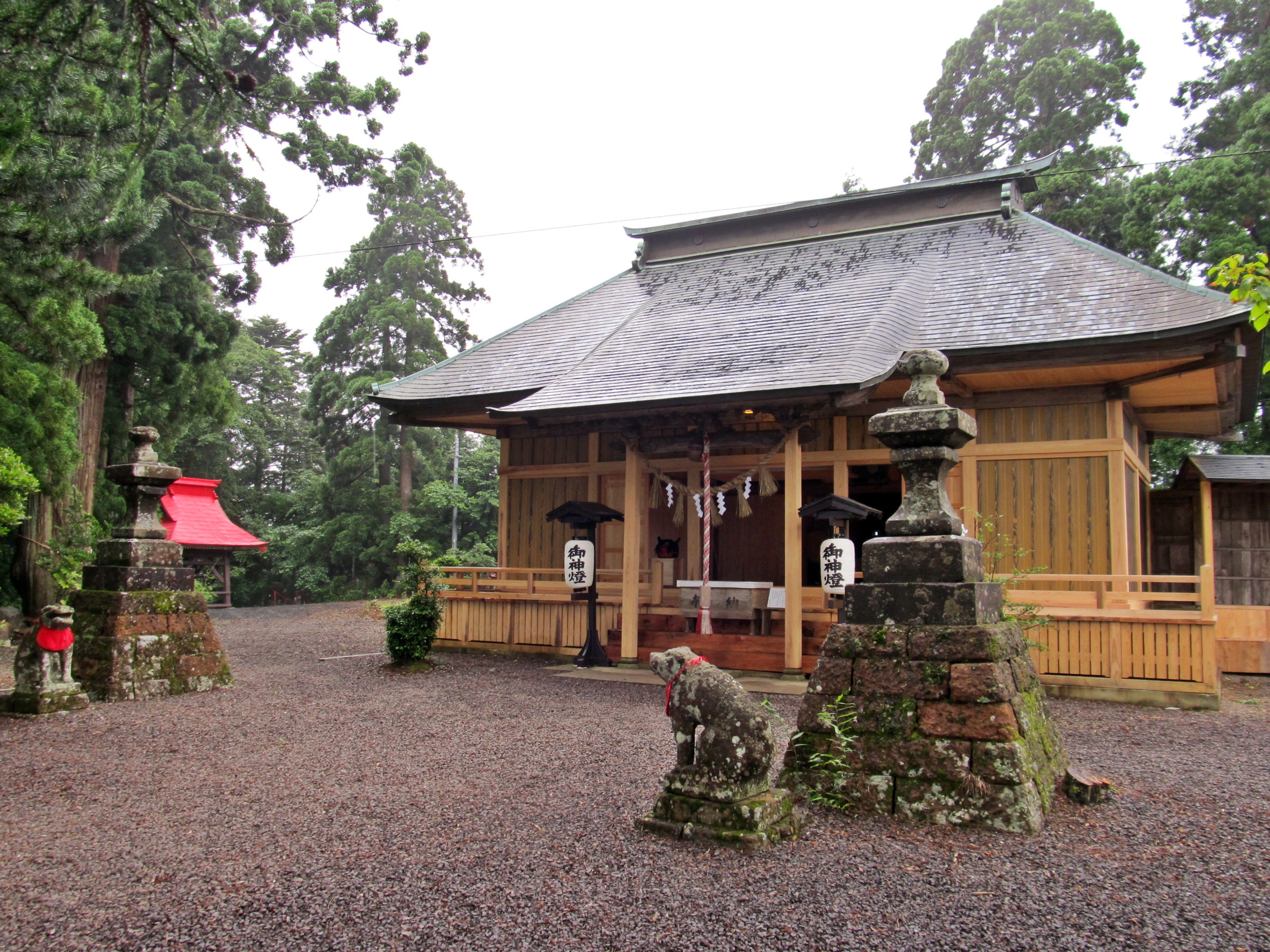
熊野那智神社拝殿
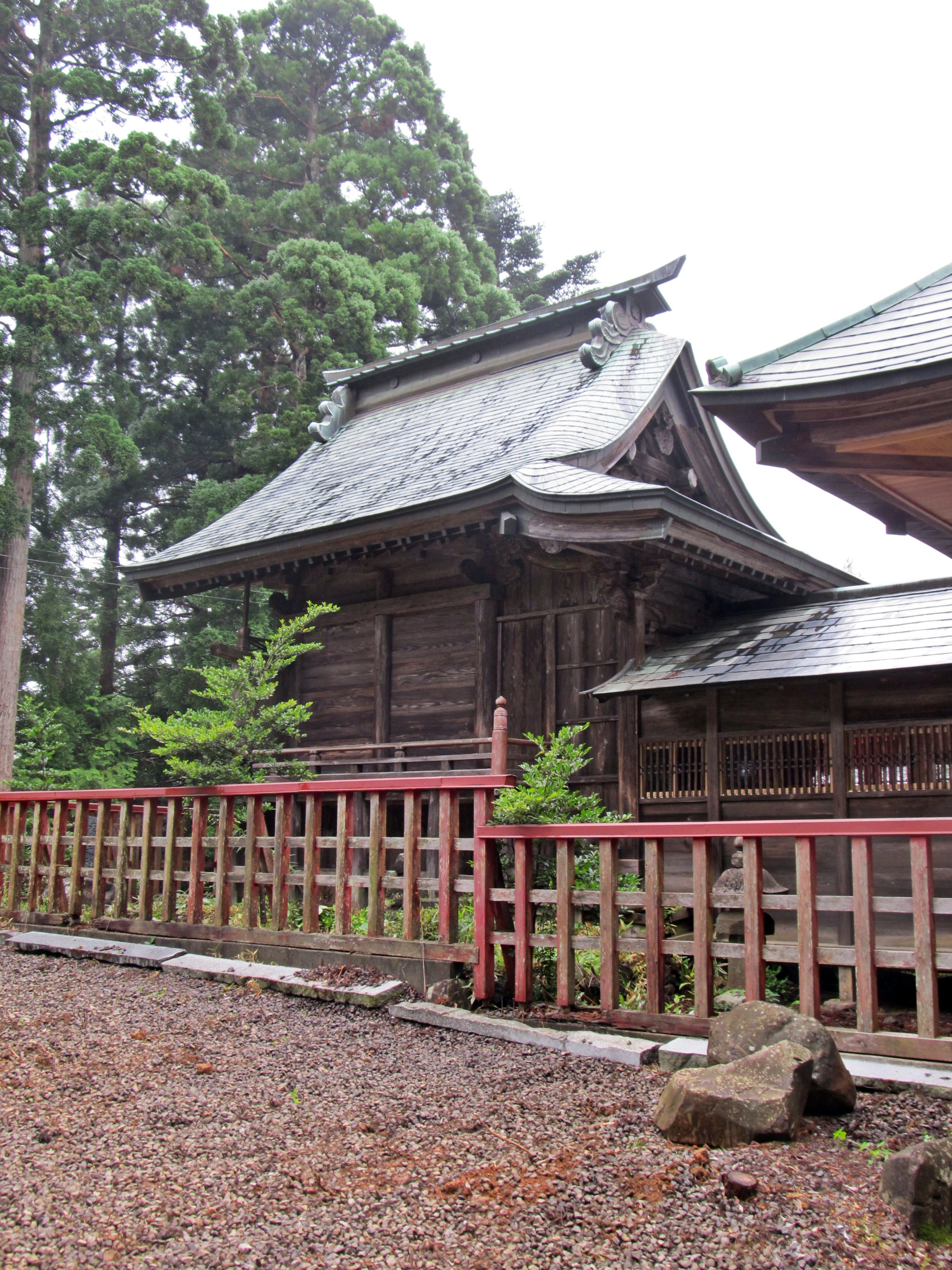
春日造の熊野那智神社本殿
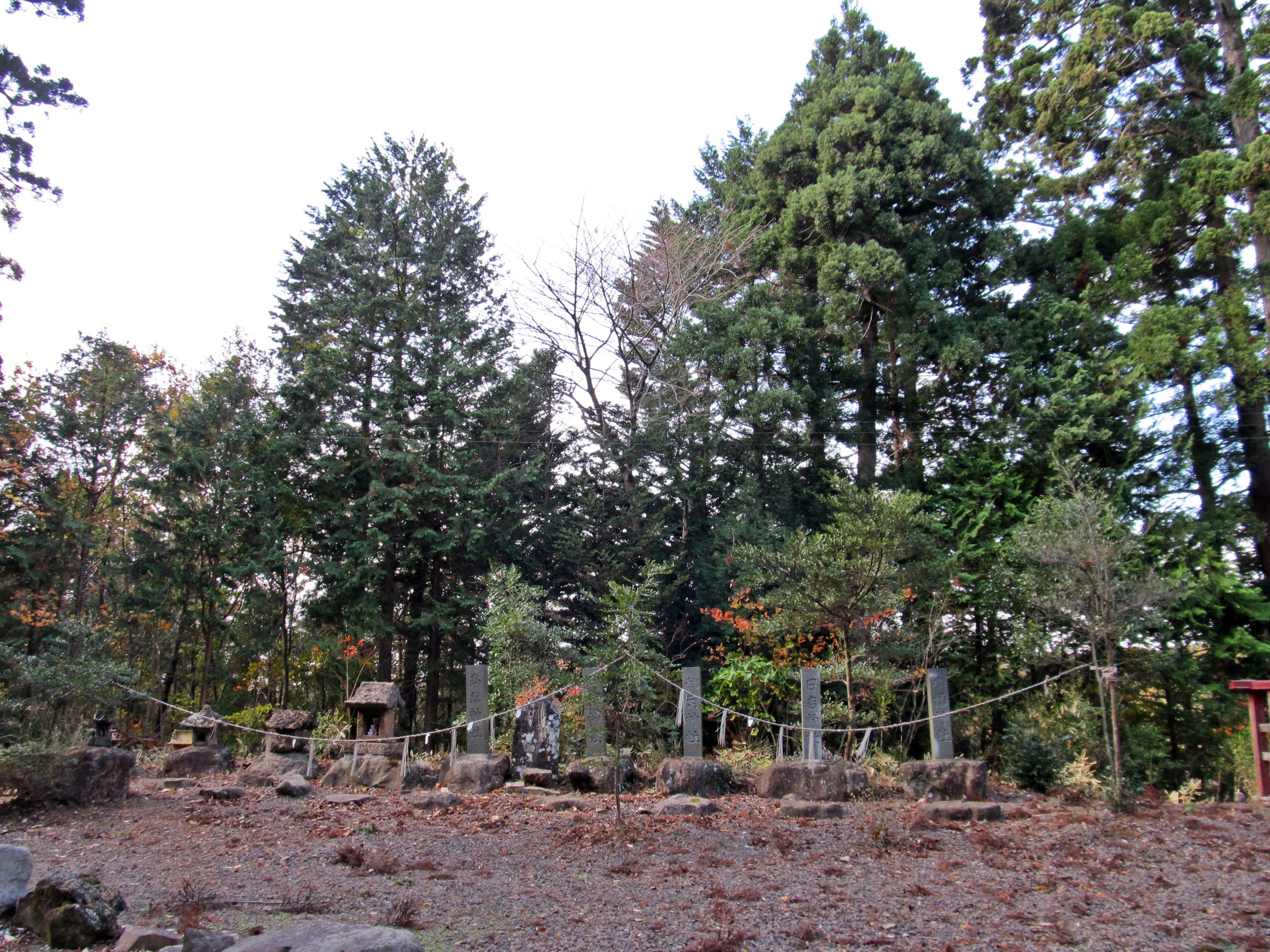
境内石祠群
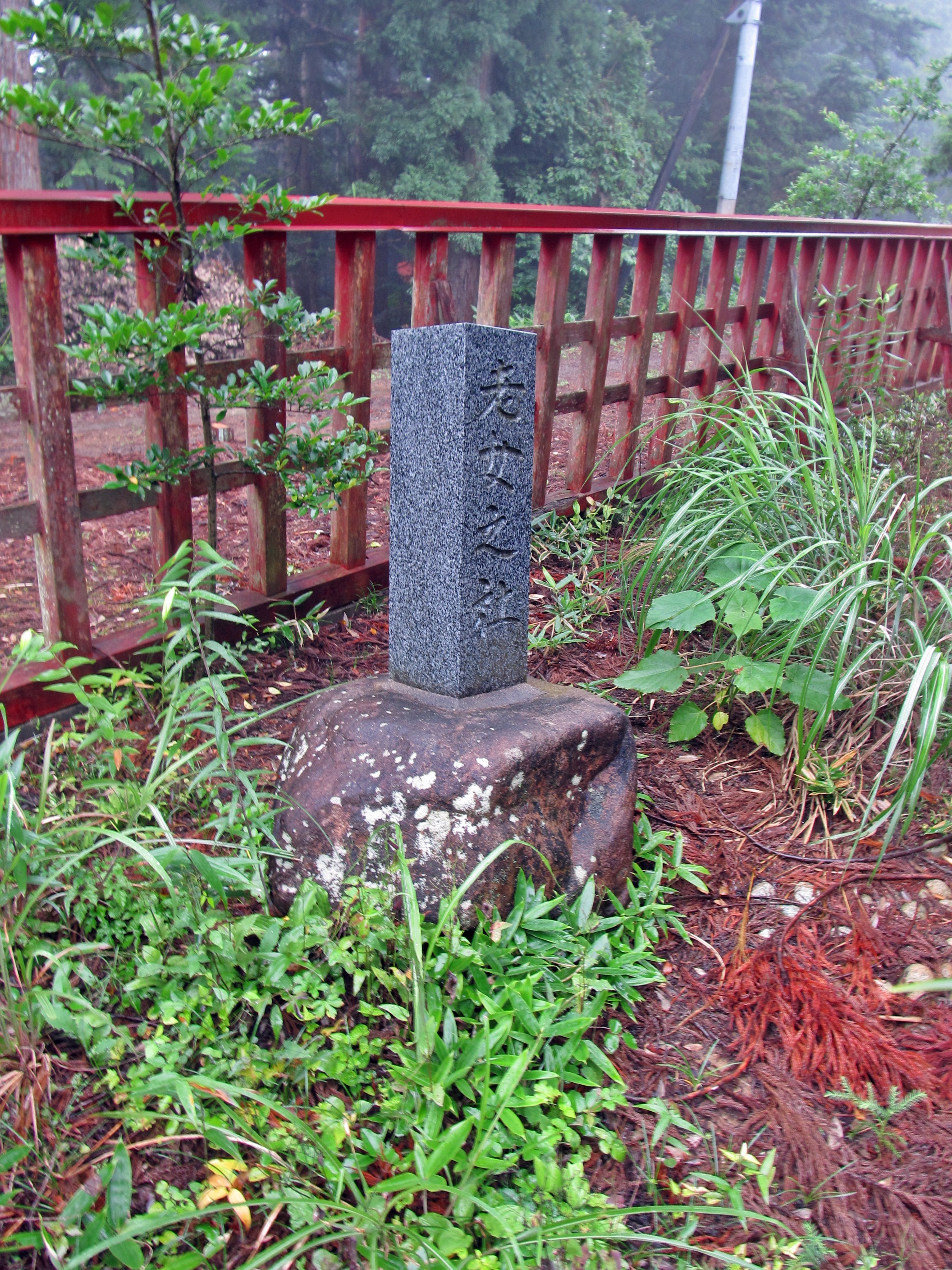
老女之社 名取に熊野三社を勧請した名取老女を祀る
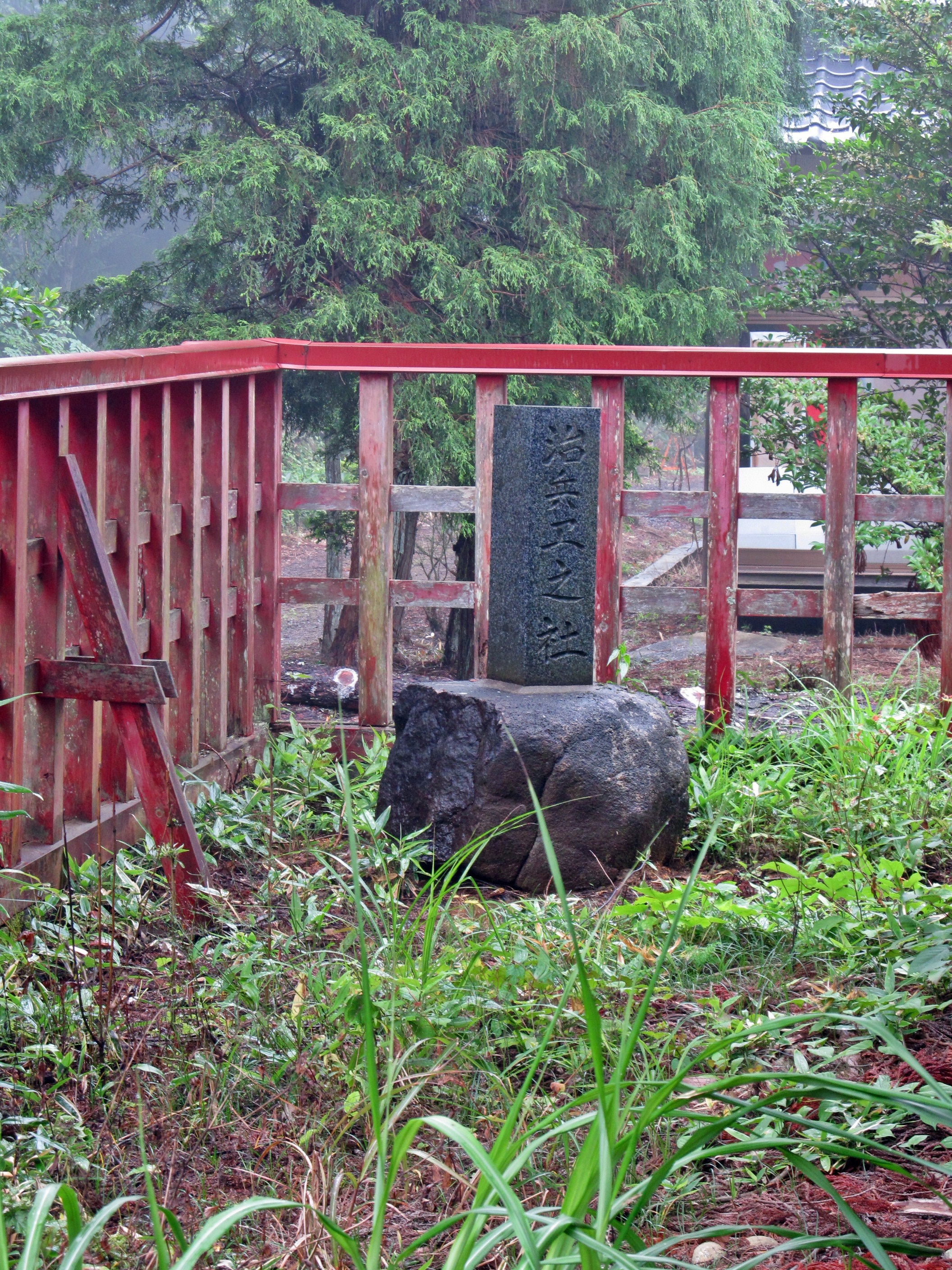
治兵エ之社 御神体を拾った漁師の治兵衛を祀る

社殿南側には鐘堂がある。そばには階段があり、その先には紀州の那智滝を写した那智滝と飛瀧神社(祭神：大巳貴命)、飛龍権現の本地仏である不動明王を祀る不動堂が鎮座している。

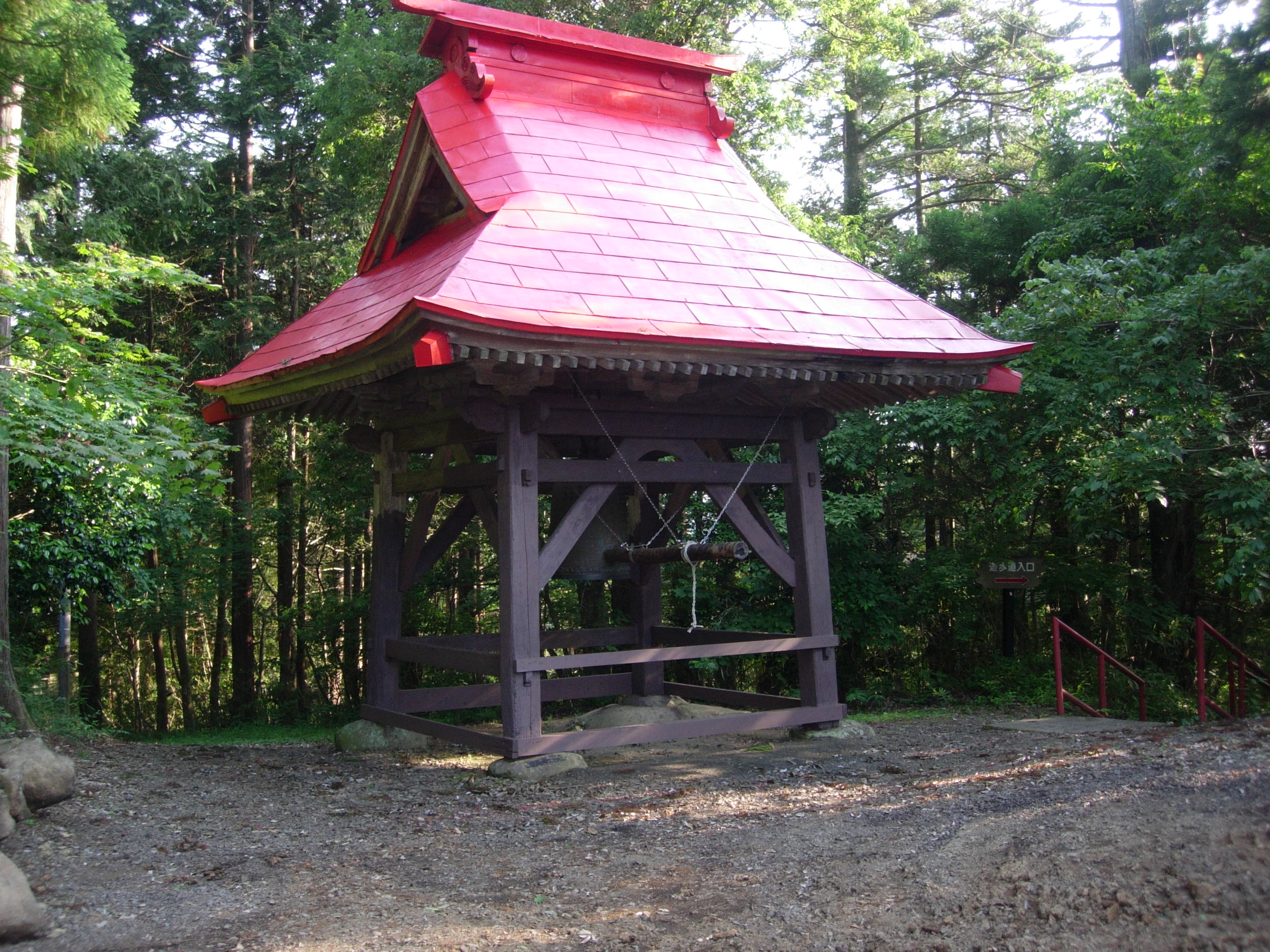
鐘堂
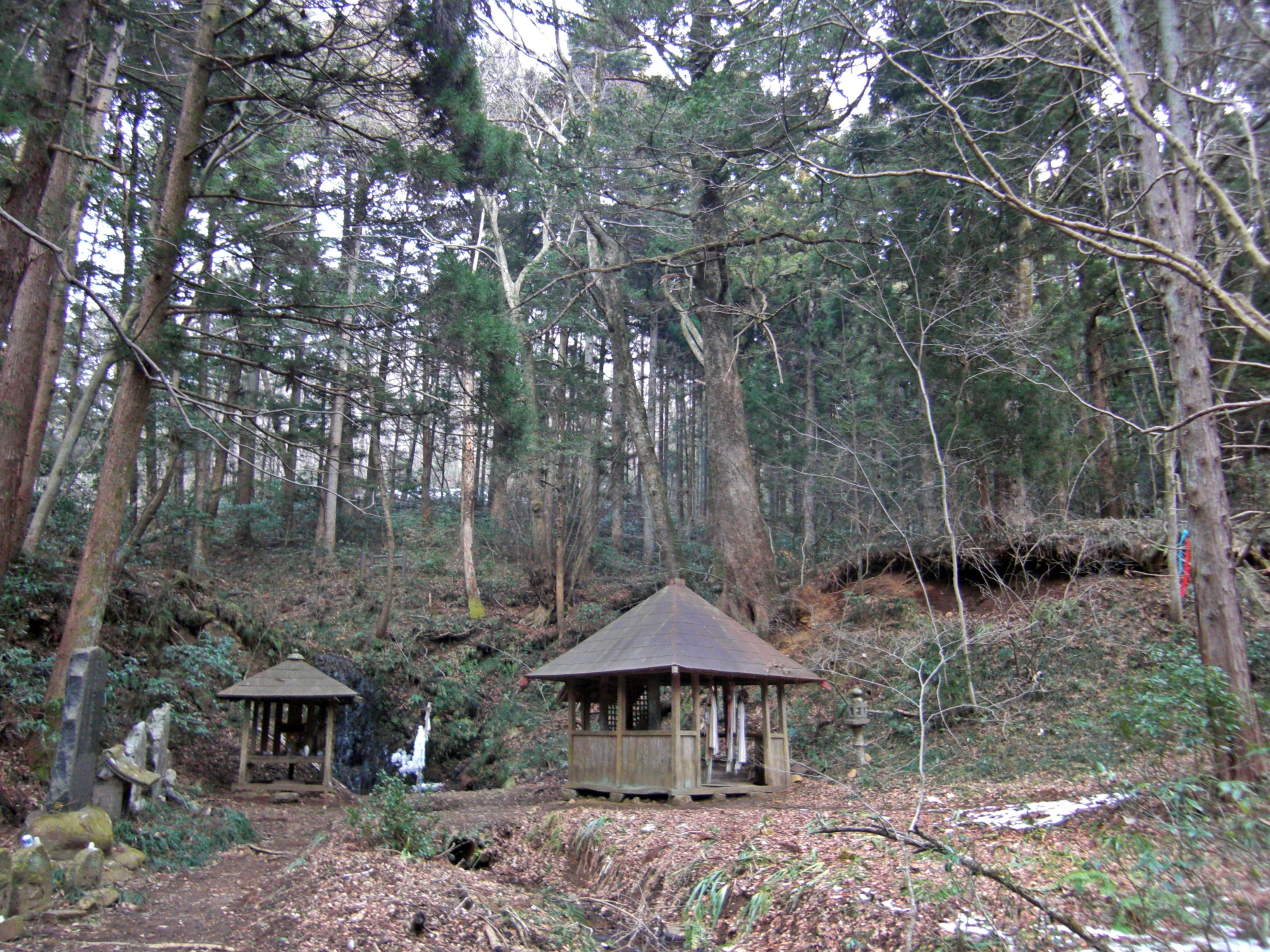
飛瀧神社・不動堂と那智の滝
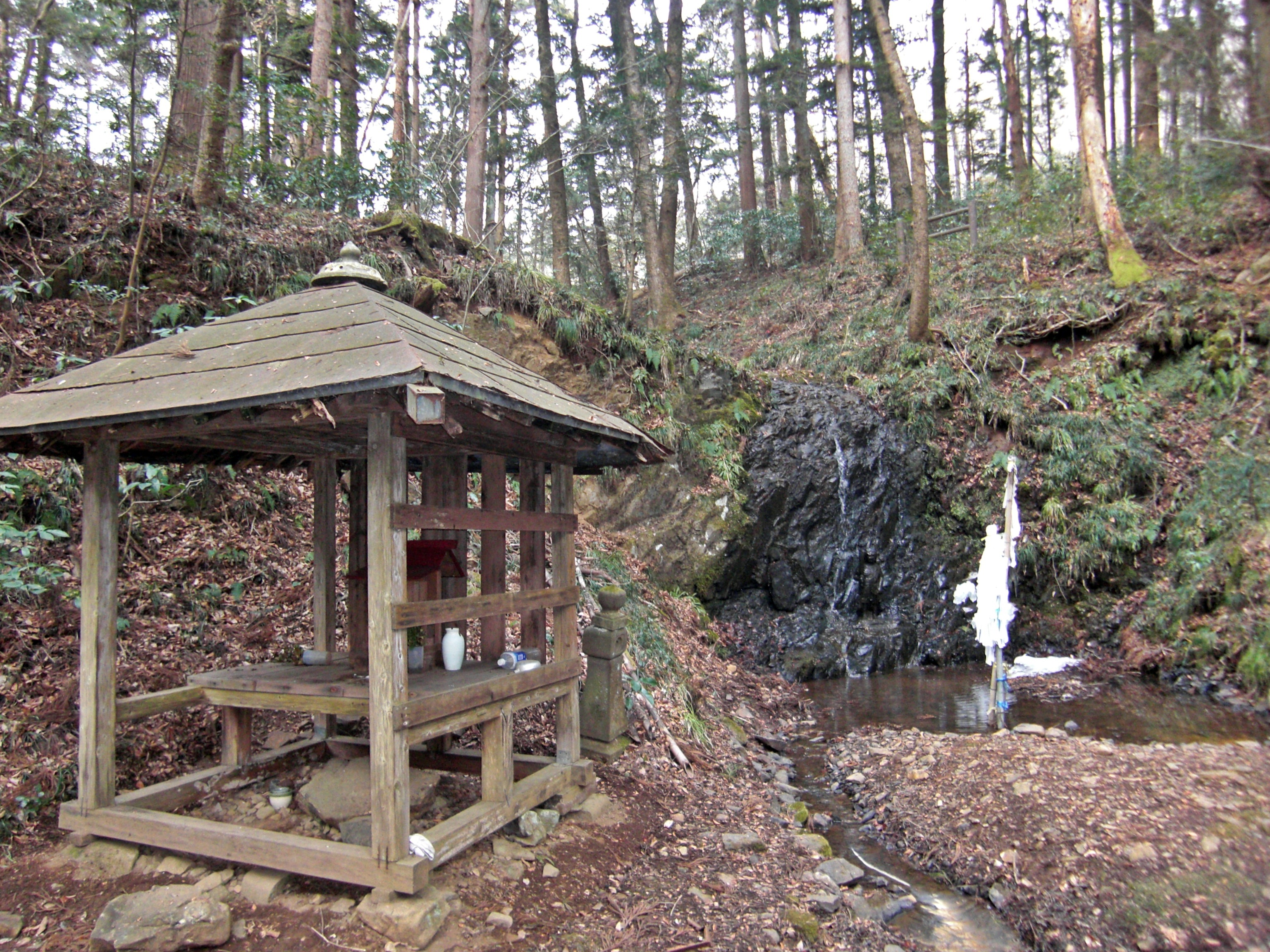
飛瀧神社と那智の滝

裏参道に当たる高舘城跡入口付近には、那智山紹樂寺観音堂が鎮座する。御本尊は創建由緒にある秘仏「那智十一面観音」である。

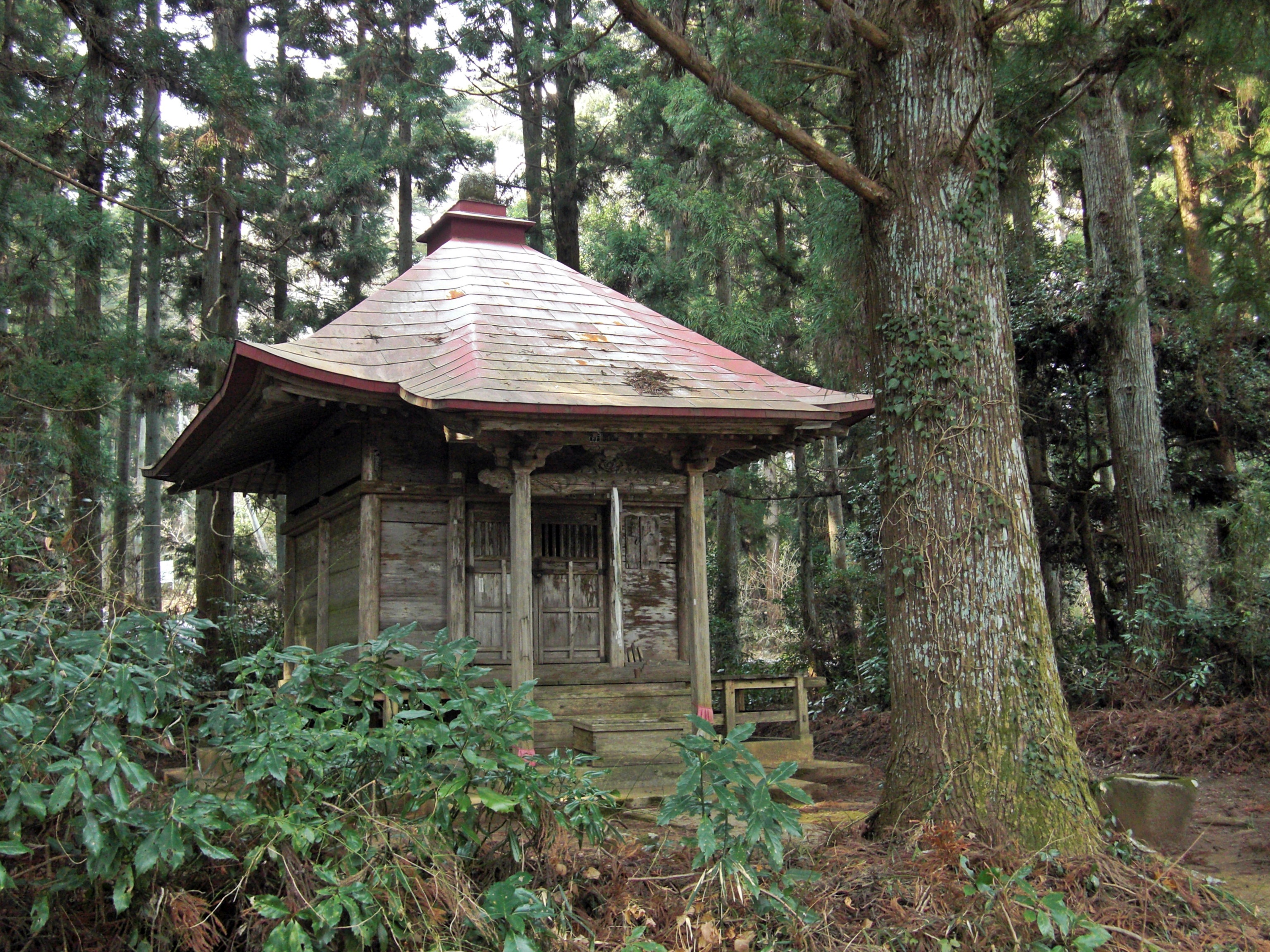
那智山紹樂寺観音堂

境内には10匹以上の猫が暮らしており、猫スポットとしても有名である。

## 遥拝所
高舘小学校付近の「五方の辻」と呼ばれる分かれ道に、仮宮(熊野那智神社遥拝所)が存在する。遥拝殿内には「浜下り神事」に使われる御神輿が二基安置されている。
遥拝所右手の道は熊野那智神社の表参道に通じている。
表参道から繋がる石段の先の神門はかつて老朽化のため立ち入り禁止の状態であったが、2013年10月頃に改修が完了し通行可能となった。

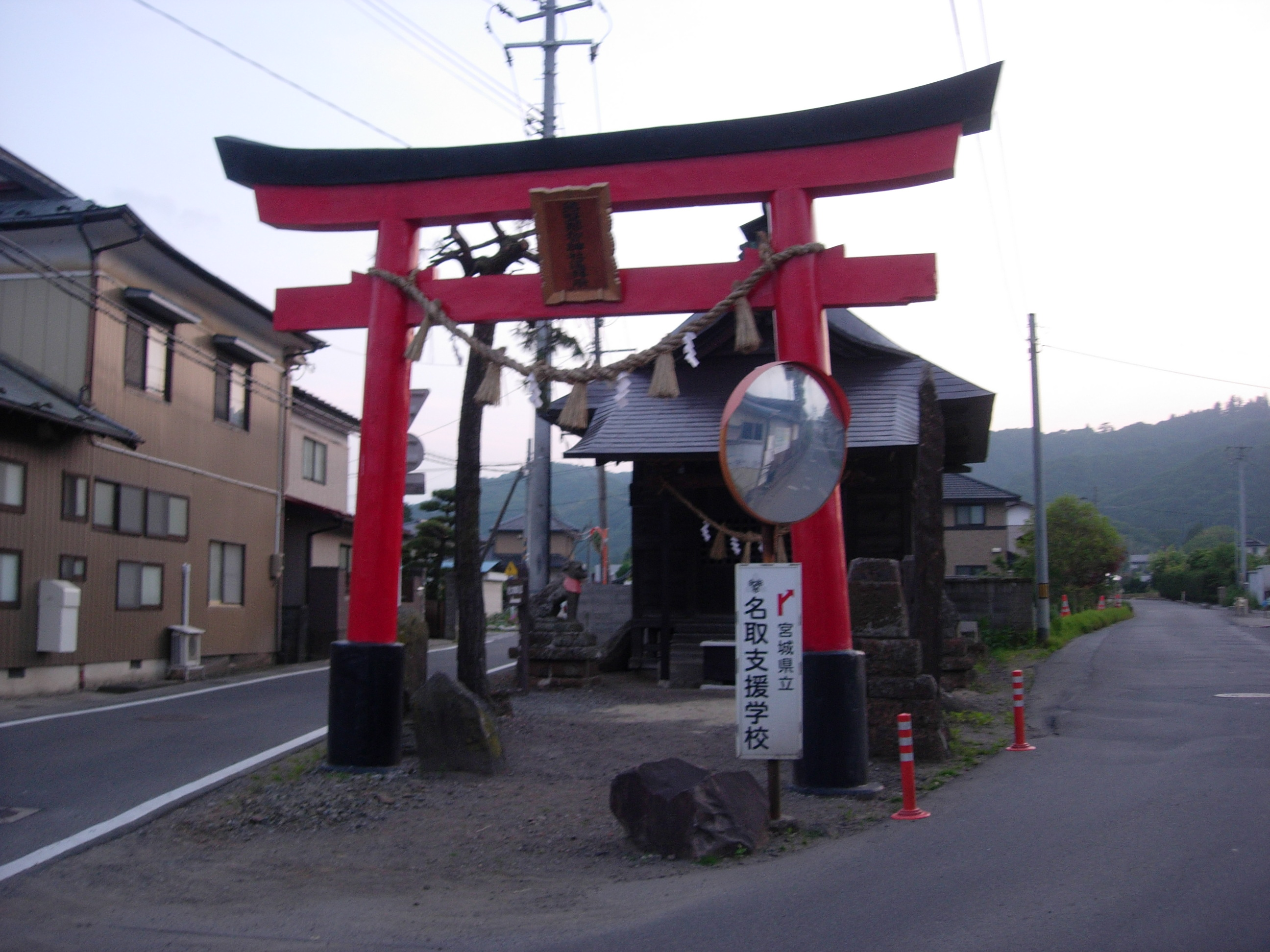
熊野那智神社遥拝所
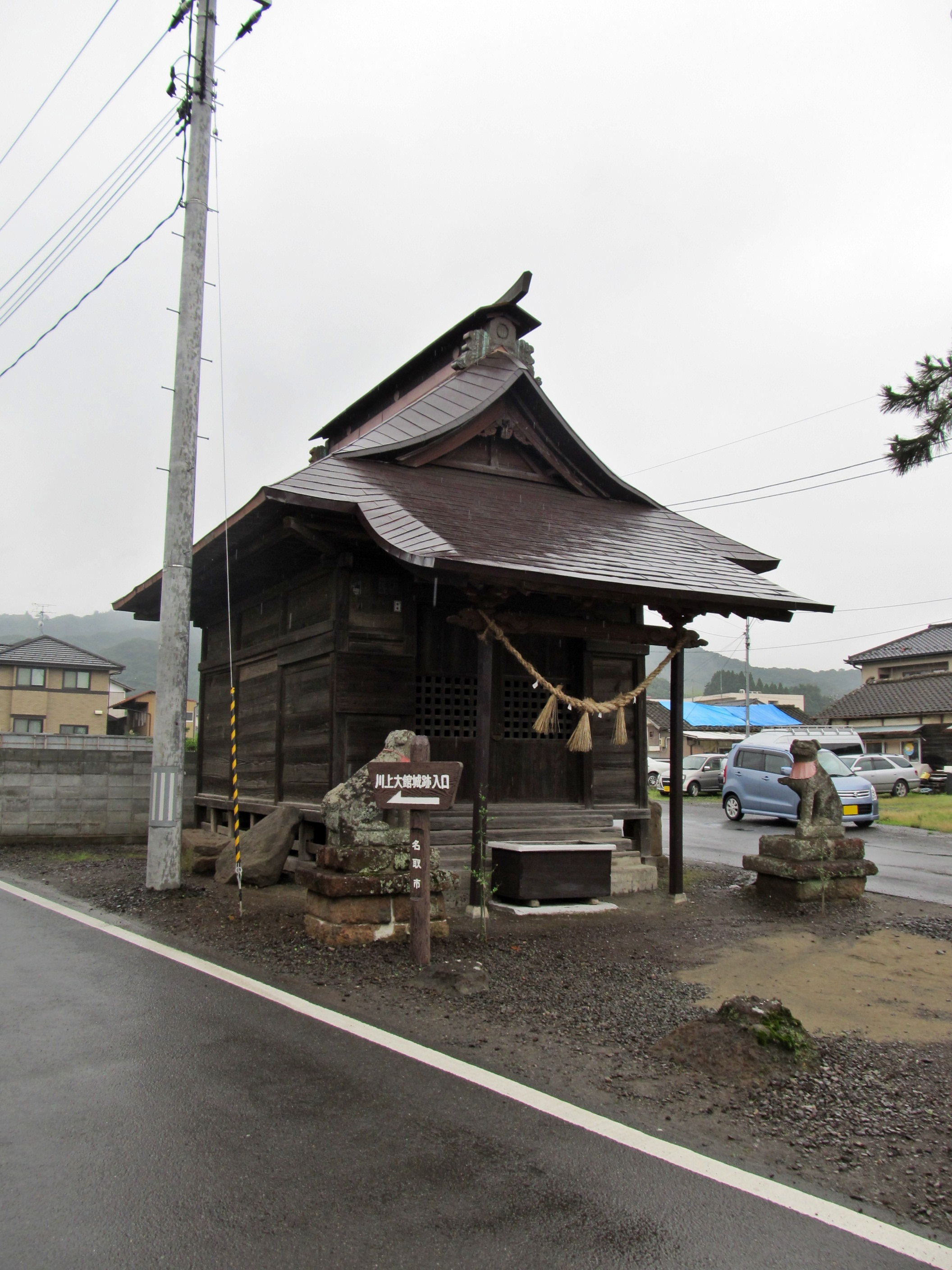
熊野那智神社遥拝所社殿

## 文化財

### 重要文化財（国指定）
- 熊野那智神社懸仏37面･銅鏡4面

### 宮城県指定有形文化財（美術工芸品）
- 熊野那智神社懸仏・銅鏡114面

## 交通アクセス
バス　那智が丘2丁目停留所から徒歩約15分（なとりん号：相互台線、宮城交通：尚絅学院大線）